# رتبه رئیس
رتبهٔ رئیس (به انگلیسی: Boss Level) یک فیلم سینمایی آمریکایی در ژانر اکشن و فیلم علمی تخیلی محصول سال ۲۰۲۱ است. این اثر به نویسندگی و کارگردانی جو کارنهان، با بازیگری مل گیبسون، فرانک گریلو و نائومی واتس می‌باشد.

## داستان
داستان مردی به نام روی (فرانک گریلو) را روایت می‌کند که بازنشسته نیروهای ویژه است و درست در روز مرگش، به دام یک حلقه زمانی بی وقفه می‌افتد.

## بازیگران
- مل گیبسون در نقش سرهنگ کلیو ونتور
- فرانک گریلو در نقش روی پالور
- اریک اعتباری در نقش روی#2
- ویل ساسو در نقش برت
- نائومی واتس در نقش جما ولز
- آنابل والیس در نقش آلیس
- راب گرانکووسکی
- کن جیونگ به عنوان سرآشپز جیک
- میشل یئو
- ماتیلد اولیویه به عنوان گابریل
- سلینا لو به عنوان گوان یین
- کوئینتون جکسون
- رشاد ایوانز
- میدو ویلیامز به عنوان پم
- شائون مک کینی به عنوان دیو
- آرون بلرن به عنوان کابومه

## تولید
در نوامبر ۲۰۱۷ اعلام شد که مل گیبسون و فرانک گریلو در حال مذاکره برای بازیگر شدن در این فیلم هستند. بازیگران بعدی در مارس ۲۰۱۸ با حضور ویل ساسوو، نائومی واتس، آنابل والیس و راب گرانکووسکی به جمع بازیگران ادامه یافت. فیلمبرداری در آن ماه در جورجیا آغاز شد. کن جئونگ، ماتیلد الیویه، سلینا لو و میشل یو ماه بعد به جمع بازیگران پیوستند.